# James Best
James Best (* 26. Juli 1926 in Powderly, Kentucky; † 6. April 2015 in Hickory, North Carolina; gebürtig Jules Guy) war ein US-amerikanischer Schauspieler.

## Leben
James Best wurde in einem kleinen Dorf in Kentucky geboren, mütterlicherseits waren die Everly Brothers seine Cousins. Nachdem seine Mutter im Jahr 1929 an Tuberkulose verstorben war, wurde Best von den Eheleuten Armen und Essa Best aus Corydon in Indiana adoptiert. Nach einem Einsatz im Zweiten Weltkrieg wurde er Schauspieler und arbeitete zunächst wenige Jahre als Theaterschauspieler. 
Den Anfang seiner Filmkarriere stellte eine kleine Rolle in dem Western One Way Street (1950) dar, im selben Jahr spielte Best außerdem neben James Stewart in Winchester ’73. Obwohl er auch in anderen Genres eingesetzt wurde, trat er vor allem als Nebendarsteller in Westernfilmen und -serien auf. Eine seiner wenigen Hauptrollen hatte er im B-Horrorfilm Die Nacht der unheimlichen Bestien (1959). Er wirkte bis zu seinem Tod in mehr als 600 Film- und Fernsehproduktionen mit. Besondere Bekanntheit erlangte er durch seine Rolle als leicht trotteliger Sheriff „Rosco P. Coltrane“ in der Fernsehserie Ein Duke kommt selten allein, die zwischen 1979 und 1985 produziert wurde. Seine letzte Rolle hatte er 2013 in dem Fernsehfilm The Sweeter Side of Life.
James Best lebte bis zu seinem Tod in Florida, wo er außer als Schauspieler auch als Lehrer und Dozent (in erster Linie Schauspielunterricht) arbeitete. Er war dreimal verheiratet, zuletzt von 1986 bis zu seinem Tod mit Dorothy Best. Er hatte zwei Töchter und einen Sohn. 2015 verstarb er im Alter von 88 Jahren an den Folgen einer Lungenentzündung.

## Filmografie (Auswahl)
- 1950: Im Lande der Comanchen (Comache Territory)
- 1950: I Was a Shoplifter
- 1950: One Way Street
- 1950: Reiter ohne Gnade (Kansas Raiders)
- 1950: Verliebt, verlobt, verheiratet (Peggy)
- 1950: Winchester ’73
- 1951: Auf Sherlock Holmes’ Spuren (Abbott and Costello Meet the Invisible Man)
- 1951: Trommeln des Todes (Apache Drums)
- 1952: Flucht vor dem Tode (The Cimarron Kid)
- 1952: Die Schlacht am Apachenpaß (Battle at Apache Pass)
- 1953: Seminola (Seminole)
- 1953: Kolonne Süd (Column South)
- 1953: Gefährtin seines Lebens (The President’s Lady)
- 1953: Panik in New York (The Beast From 20,000 Fathoms)
- 1953: Die Geier von Carson City (City of Bad Men)
- 1954: Die Caine war ihr Schicksal (The Caine Mutiny)
- 1954: R 3 überfällig (Riders to the Star)
- 1954: Unter zwei Flaggen (The Raid)
- 1955: Sieben Reiter der Rache (Seven Angry Men)
- 1956: Alarm im Weltall (Forbidden Planet)
- 1957: Tot oder lebendig (Last of the Bad Men)
- 1958: Die Nackten und die Toten (The Naked and the Dead)
- 1958: Die Draufgänger von San Fernando (Cole Younger, Gunfighter)
- 1958: Einer muß dran glauben (The Left Handed Gun)
- 1959: Josh (Wanted: Dead Or Alive; Fernsehserie, 1 Folge)
- 1959: Die Nacht der unheimlichen Bestien (The Killer Shrews)
- 1959: Auf eigene Faust (Ride Lonesome)
- 1959: Kampf ohne Gnade (Cast a long Shadow)
- 1959: Black Saddle (Fernsehserie, 1 Folge)
- 1960: Der Kommandant (The Mountain Road)
- 1960/1961: Andy Griffith Show (Fernsehserie, 2 Folgen)
- 1961: Schwarzes Gold (Black Gold)
- 1961–1963: Twilight Zone (Fernsehserie, 3 Folgen)
- 1961–1968: Bonanza (Fernsehserie, 3 Folgen)
- 1963: Schock-Korridor (Shock Corridor)
- 1963: In Montana ist die Hölle los (The Quick Gun)
- 1963–1964: Tausend Meilen Staub (Rawhide; Fernsehserie, 3 Folgen)
- 1963/1966: Perry Mason (Fernsehserie, 2 Folgen)
- 1963–1969: Rauchende Colts (Gunsmoke; Fernsehserie, 3 Folgen)
- 1965: Flipper (Fernsehserie, Folge The Call of the Dolphin)
- 1965: Der Mann vom großen Fluß (Shenandoah)
- 1965: Schwarze Sporen (Black Spurs)
- 1966: Drei auf einer Couch (Three on a Couch)
- 1968: Die fünf Vogelfreien (Fire Creek)
- 1970: Der Mörder meines Bruders (Run, Simon, Run)
- 1972: Das Jahr ohne Vater (Sounder)
- 1972: Der Manipulator (The Brain Machine)
- 1976: Nickelodeon
- 1976: Die Verführung (Ode to Billy Joe)
- 1976: Mörderbienen greifen an (The Savage Bees)
- 1977: Der Mann mit der Stahlkralle (Rolling Thunder)
- 1978: Colorado Saga (Fernseh-Miniserie, 1 Folge)
- 1978: Um Kopf und Kragen (Hooper)
- 1979–1985: Ein Duke kommt selten allein (The Dukes of Hazzard; Fernsehserie, 141 Folgen)
- 1991: In der Hitze der Nacht (In the Heat of the Night; Fernsehserie, Folge Sweet, Sweet Blues)
- 1997: Familientreffen der Chaoten (Reunion!) (Fernsehfilm)
- 2000: Hillbillies in Hollywood (Hazzard in Hollywood) (Fernsehfilm)
- 2006: In der Hitze von L.A. (Hot Tamale)
- 2007: Ein Pferd für Moondance (Moondance Alexander)
- 2013: The Sweeter Side of Life (Fernsehfilm)